# Nazaré (freguesia)

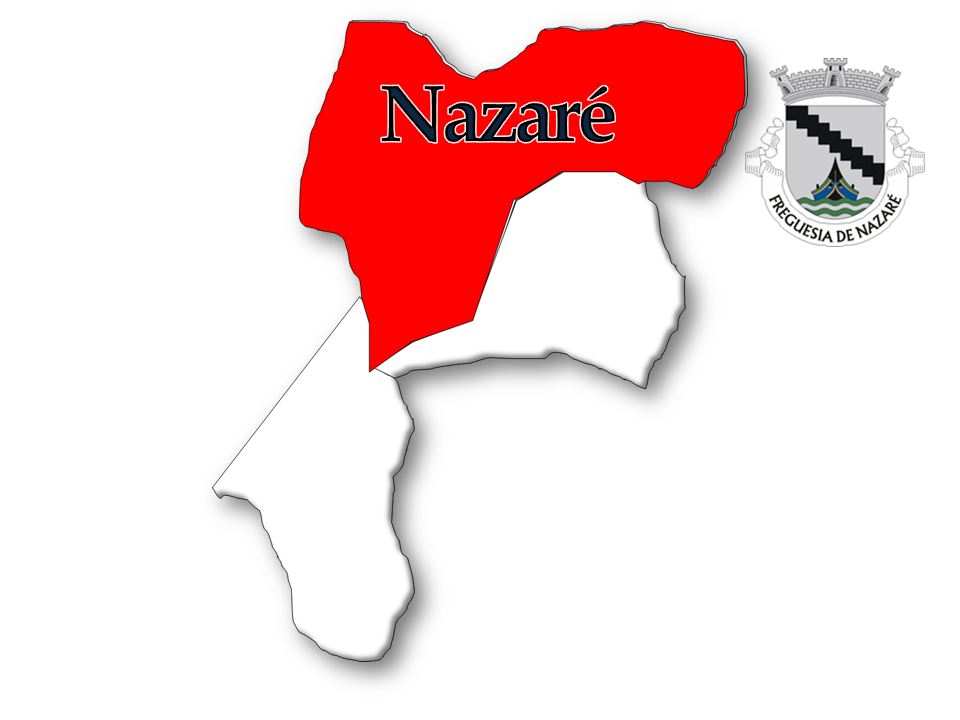
Localização da Freguesia da Nazaré no Município da Nazaré

A Freguesia de Nazaré é uma freguesia portuguesa do Município da Nazaré, com 40,68 km² de área e 10394 habitantes (censo de 2021), tendo, por isso, uma densidade populacional de 255,5 hab./km².

## Demografia
Nota: Nos anos de 1864 a 1910 a sede da freguesia era um lugar da freguesia de Pederneira, figurando nos anos de 1864 a 1890 no concelho de Alcobaça. Por lei de 18/12/1912 o concelho e freguesia de Pederneira passou a designar-se Nazaré.
A população registada nos censos foi:
| Distribuição da População por Grupos Etários | Distribuição da População por Grupos Etários | Distribuição da População por Grupos Etários | Distribuição da População por Grupos Etários | Distribuição da População por Grupos Etários |
| -------------------------------------------- | -------------------------------------------- | -------------------------------------------- | -------------------------------------------- | -------------------------------------------- |
| Ano                                          | 0-14 Anos                                    | 15-24 Anos                                   | 25-64 Anos                                   | > 65 Anos                                    |
| 2001                                         | 1527                                         | 1493                                         | 5431                                         | 1629                                         |
| 2011                                         | 1409                                         | 1092                                         | 5747                                         | 2061                                         |
| 2021                                         | 1325                                         | 979                                          | 5419                                         | 2671                                         |

## Localidades
- Nazaré
- Fanhais

## Património Construído
- Forte de São Miguel Arcanjo, no extremo do Promontório
- Santuário de Nossa Senhora da Nazaré, no Sítio da Nazaré
- Ermida da Memória ou Capela de Nossa Senhora da Nazaré, no Sítio da Nazaré
- Teatro Chaby Pinheiro, no Sítio da Nazaré
- Igreja da Misericórdia da Pederneira
- Antiga Casa da Câmara da Pederneira
- Pelourinho da Pederneira
- Capela de Nossa Senhora dos Anjos ou Ermida de Nossa Senhora dos Anjos
- Fonte Antiga ou Fonte da Vila da Pederneira
- Conjunto monumental urbano e enquadramento paisagístico da Nazaré
- Casa na Rua dos Pescadores, na Praia da Nazaré
- Farol da Nazaré

## Património Natural
- Sítio Classificado do Monte de São Bartolomeu (D.L. 108/79)
- Pinhal dos Frades
- Pinhal da Casa de Nossa Senhora da Nazaré
- Promontório da Nazaré
- Praia do Norte
- Pedralva, ou Monte Branco

## Miradouros
- «Sítio»
- Farol
- Pederneira
- Pedralva
- Monte de São Bartolomeu

## Política

### Eleições autárquicas

#### Junta de Freguesia
| Data | %     | M  | %      | M      | %     | M     | %     | M   | %     | M  | %       | M       | %     | M     | %       | M       | %   | M   | %    | M    | %   | M   |
| Data | PS    | PS | CDS-PP | CDS-PP | GDUPs | GDUPs | IND   | IND | AD    | AD | APU/CDU | APU/CDU | UDP   | UDP   | PPD/PSD | PPD/PSD | PRD | PRD | B.E. | B.E. | MPT | MPT |
| ---- | ----- | -- | ------ | ------ | ----- | ----- | ----- | --- | ----- | -- | ------- | ------- | ----- | ----- | ------- | ------- | --- | --- | ---- | ---- | --- | --- |
| 1976 | 50,64 | 7  | 24,07  | 3      | 10,38 | 1     | 6,19  | -   |       |    | -       | -       | GDUPs | GDUPs |         |         |     |     |      |      |     |     |
| 1979 | 50,58 | 10 | AD     | AD     |       |       |       |     | 28,14 | 6  | 11,62   | 2       | 6,38  | 1     | AD      | AD      |     |     |      |      |     |     |
| 1982 | 53,36 | 11 | AD     | AD     | 26,58 | 5     | 15,45 | 3   |       |    |         |         |       |       | AD      | AD      |     |     |      |      |     |     |
| 1985 | 50,54 | 7  |        |        |       |       | 6,44  | 1   | 28,08 | 4  | 11,51   | 1       |       |       |         |         |     |     |      |      |     |     |
| 1989 | 45,46 | 7  | 9,56   | 1      | 5,85  | -     | 20,30 | 3   | 15,38 | 2  |         |         |       |       |         |         |     |     |      |      |     |     |
| 1993 | 38,20 | 5  | 2,06   |        | 8,32  | 1     | 48,90 | 7   |       |    |         |         |       |       |         |         |     |     |      |      |     |     |
| 1997 | 34,99 | 5  |        |        | 7,93  | 1     | 53,94 | 7   |       |    |         |         |       |       |         |         |     |     |      |      |     |     |
| 2001 | 20,11 | 3  | 2,74   | -      | 38,46 | 6     | 3,86  | -   | 28,34 | 4  |         |         |       |       |         |         |     |     |      |      |     |     |
| 2005 | 22,67 | 3  |        |        | 23,56 | 3     | 5,12  | -   | 37,31 | 6  | 6,27    | 1       |       |       |         |         |     |     |      |      |     |     |
| 2009 | 37,79 | 6  |        |        | 5,57  | -     | 48,94 | 7   | 3,60  | -  |         |         |       |       |         |         |     |     |      |      |     |     |
| 2013 | 29,43 | 5  | 11,60  | 2      | 5,76  | -     | 28,29 | 4   | 3,14  | -  | 7,60    | 1       |       |       |         |         |     |     |      |      |     |     |
| 2013 | 29,43 | 5  | 7,82   | 1      | 5,76  | -     | 28,29 | 4   | 3,14  | -  | 7,60    | 1       |       |       |         |         |     |     |      |      |     |     |
| 2017 | 58,39 | 9  | 2,11   | -      |       |       | 6,78  | 1   | 24,73 | 3  | 3,56    | -       |       |       |         |         |     |     |      |      |     |     |
| 2021 | 48,27 | 7  | 1,60   | -      |       |       |       |     |       |    |         |         |       |       | 27,40   | 4       |     |     | 4,98 |      |     |     |